# Luis Palma
Luis Enrique Palma Oseguera (La Ceiba, Atlántida, Honduras; 17 de enero de 2000) es un futbolista hondureño, juega como extremo izquierdo, delantero centro o mediocentro ofensivo y su actual club es el Lech Poznań de la Ekstraklasa.

## Trayectoria

### C.D.S Vida
Luis Palma debutó profesionalmente el 10 de septiembre de 2017 con el C.D.S Vida en la liga nacional de Honduras. Su primer partido fue contra el Honduras Progreso donde anotó un gol en la victoria 5-3 de su equipo. El entrenador que le dio la oportunidad de debutar fue Héctor Castellón. Palma ingresó como titular y convirtió un gol al minuto 39, pero fue sustituido al 65 por Maycol Montero. Volvió a marcar en la victoria 3-0 sobre el Platense el 26 de octubre de 2017. Jugó cinco partidos durante su torneo de debut.

### Real Monarchs
El 12 de febrero de 2019, se anunció su fichaje en calidad de préstamo por el Real Monarchs. Debutó el 9 de marzo de 2019 en el empate 1-1 ante el Sacramento Republic. Anotó su primer y único gol el 27 de julio de 2019 durante la derrota 3-1 contra el San Antonio. El 17 de noviembre de 2019, su equipo se consagró campeón del USL Championship.

### C. D. S. Vida
De cara al Clausura 2020 regresó al C. D. S. Vida, con el que a partir de la temporada 2020-21 comenzó a destacarse como un prospecto del fútbol hondureño, lo que lo llevó a figurar en la órbita de clubes europeos como el Sporting de Braga y el Levante.

### Aris Salónica F. C.
El 19 de enero de 2022 firma un contrato de 2 temporadas con el Aris Salónica de Grecia. Debuta el 14 de febrero en la derrota del Aris Salonica ante el PAS Giannina por 2-0 donde jugó 4 minutos. Anota su primer gol con el equipo el 28 de agosto de 2022 ante el Panetolikos para el resultado parcial de 3-1, partido que terminaría 5-1 a favor del Aris Salonica, donde jugó 62 minutos.

### Celtic F. C.
El 25 de agosto de 2023, el Celtic escocés acordó su traspaso por €4.8 millones y cinco temporadas.

## Selección nacional
Luego de haber sido internacional en categorías inferiores, con las que disputó el Mundial sub-17 de 2017 y el Mundial sub-20 de 2019, el 30 de septiembre de 2020 fue convocado a la selección absoluta de Honduras para afrontar un amistoso contra Nicaragua. Debutó el 7 de octubre de 2021, jugando 34 minutos en el empate 0-0 contra Costa Rica por las eliminatorias mundialistas Catar 2022.

### Participaciones en Eliminatorias Mundialistas
| Torneo                                | Sede     | Resultado    | Partidos | Goles |
| ------------------------------------- | -------- | ------------ | -------- | ----- |
| Eliminatorias Mundialistas Catar 2024 | Concacaf | No clasificó | 4        | 2     |

### Participaciones en Juegos Olímpicos
| Torneo                      | Sede  | Resultado      | Partidos | Goles |
| --------------------------- | ----- | -------------- | -------- | ----- |
| Juegos Olímpicos Tokio 2023 | Japón | Fase de grupos | 3        | 4     |

## Estadísticas

### Clubes
Actualizado al último partido disputado el 26 de febrero de 2025.
| Club | Div.          | Temporada     | Liga  | Liga  | Copas nacionales | Copas nacionales | Copas internacionales | Copas internacionales | Total | Total | Media goleadora(1) |
| Club | Div.          | Temporada     | Part. | Goles | Part.            | Goles            | Part.                 | Goles                 | Part. | Goles | Media goleadora(1) |
| --- | ------------- | ------------- | ----- | ----- | ---------------- | ---------------- | --------------------- | --------------------- | ----- | ----- | ------------------ |
| C. D. S. Vida Honduras | 1.ª           | 2017-18       | 14    | 2     | —                | —                | —                     | —                     | 14    | 2     | 0.14               |
| C. D. S. Vida Honduras | 1.ª           | 2018-19       | 4     | 1     | —                | —                | —                     | —                     | 4     | 1     | 0.25               |
| C. D. S. Vida Honduras | 1.ª           | 2019-20       | 9     | 1     | —                | —                | —                     | —                     | 9     | 1     | 0.11               |
| C. D. S. Vida Honduras | 1.ª           | 2020-21       | 26    | 13    | —                | —                | —                     | —                     | 26    | 13    | 0.5                |
| C. D. S. Vida Honduras | 1.ª           | 2021-22       | 17    | 6     | —                | —                | —                     | —                     | 17    | 6     | 0.35               |
| C. D. S. Vida Honduras | Total club    | Total club    | 70    | 23    | 0                | 0                | 0                     | 0                     | 70    | 23    | 0.33               |
| Real Monarchs Estados Unidos | 2.ª           | 2019          | 13    | 1     | —                | —                | —                     | —                     | 13    | 1     | 0.08               |
| Real Monarchs Estados Unidos | Total club    | Total club    | 13    | 1     | 0                | 0                | 0                     | 0                     | 13    | 1     | 0.08               |
| Aris Salónica · Grecia | 1.ª           | 2021-22       | 11    | 2     | —                | —                | —                     | —                     | 11    | 2     | 0.18               |
| Aris Salónica · Grecia | 1.ª           | 2022-23       | 29    | 11    | 3                | 1                | 4                     | 1                     | 36    | 13    | 0.36               |
| Aris Salónica · Grecia | 1.ª           | 2023-24       | 1     | 0     | 0                | 0                | 4                     | 2                     | 5     | 2     | 0                  |
| Aris Salónica · Grecia | Total club    | Total club    | 41    | 13    | 3                | 1                | 8                     | 3                     | 52    | 17    | 0.33               |
| Celtic F. C. Escocia | 1.ª           | 2023-24       | 23    | 6     | 2                | 1                | 5                     | 2                     | 30    | 9     | 0.3                |
| Celtic F. C. Escocia | 1.ª           | 2024-25       | 8     | 0     | 2                | 0                | 1                     | 0                     | 11    | 0     | 0                  |
| Celtic F. C. Escocia | Total club    | Total club    | 31    | 6     | 4                | 1                | 6                     | 2                     | 41    | 9     | 0.22               |
| Olympiakos F. C. · Grecia | 1.ª           | 2024-25       | 8     | 0     | 2                | 1                | 2                     | 0                     | 12    | 1     | 0.08               |
| Olympiakos F. C. · Grecia | Total club    | Total club    | 8     | 0     | 2                | 1                | 2                     | 0                     | 12    | 1     | 0.08               |
| Lech Poznań · Polonia | 1.ª           | 2025-26       | 2     | 0     | 0                | 0                | 2                     | 0                     | 4     | 0     | 0                  |
| Lech Poznań · Polonia | Total club    | Total club    | 2     | 0     | 0                | 0                | 2                     | 0                     | 4     | 0     | 0                  |
| Total carrera | Total carrera | Total carrera | 165   | 43    | 9                | 2                | 18                    | 5                     | 190   | 50    | 0.26               |
| (1) Incluye datos de la Copa de Grecia y Copa de Escocia. (2) Incluye datos de la Liga Conferencia de Europa de la UEFA y Liga de Campeones de la UEFA. (3) No incluye datos de partidos amistosos. |               |               |       |       |                  |                  |                       |                       |       |       |                    |

## Palmarés

### Títulos nacionales
| Título                     | Club             | País           | Año     |
| -------------------------- | ---------------- | -------------- | ------- |
| USL Championship           | Real Monarchs    | Estados Unidos | 2019    |
| Premier League de Escocia  | Celtic F. C.     | Escocia        | 2023-24 |
| Copa de Escocia            | Celtic F. C.     | Escocia        | 2023-24 |
| Copa de la Liga de Escocia | Celtic F. C.     | Escocia        | 2024-25 |
| Superliga de Grecia        | Olympiacos F. C. | Grecia         | 2024-25 |
| Copa de Grecia             | Olympiacos F. C. | Grecia         | 2024-25 |